# 华人运通
华人运通是一家总部位于上海的中国汽車公司，該公司旗下有高合牌电动汽车（高合汽車），同時該公司還研發自動駕駛汽車技术。該公司還有智慧交通業務。該公司在江苏省盐城市設有智能组装工厂，并在上海市金桥有一家零部件工厂。

## 历史
华人运通由丁磊等人于2017年8月创立。2018年，华人运通与江苏世纪新城投资控股集团联合在盐城拿下传感融合计算协同道路试验项目。
2019年7月31日，華人運通發佈了純電動汽車品牌高合HiPhi以及該品牌的首款概念车HiPhi 1。同年7月，华人运通日本中心成立。2020年9月，高合汽车首款车型HiPhi X正式发布。
因运营出现困难，公司旗下高合汽车于2024年2月18日宣布停工停产6个月。同年5月，华人运通控股（上海）有限公司被列入失信被执行人，公司董事长丁磊被多次限制高消费；华人运通的多个关联公司亦被列入经营异常名录。同年8月8日，盐城经济开发区人民法院受理华人运通（江苏）技术有限公司提出的破产预重整申请。